# Pantouflage
El término pantouflage designa de forma coloquial el hecho de que un alto cargo público se marche a trabajar a una empresa privada, obteniendo beneficio de su anterior ocupación pública y eventualmente produciendo conflictos de interés entre la esfera pública y la privada, generalmente en beneficio del interés privado y en perjuicio del interés público.
Algunos sociólogos hablan también de "rétro-pantouflage" en el caso de altos funcionarios que han desarrollado sus carreras en los gabinetes ministeriales, para luego marcharse al sector privado, volviendo a un puesto de más importancia a cambio del "sacrificio" financiero que constituye esa vuelta a la función pública.
El "pantouflage", especialmente cuando no se da en una situación de transparencia, conlleva una problemática ética y deontológica relacionada con la intromisión de las esferas de interés de las grandes empresas con las del interés general público.

## Origen del término
En un comienzo, la palabra «pantoufle» (sandalia) designaba en el argot de la Escuela Politécnica de administración pública francesa a la renuncia a la carrera pública al finalizar los estudios. Más tarde, el término designó igualmente a la cantidad a reembolsar en caso de no respetar el compromiso de 10 años de servicio a la administración pública francesa. Habitualmente era la empresa que contrataba al estudiante al final de sus estudios la que pagaba la pantoufle
El término se aplica también a los políticos que, tras una elección o tras la pérdida de una cartera ministerial, ocupan un puesto de gran remuneración en una empresa privada, en ocasiones con unas responsabilidades limitadas, centrándose casi exclusivamente en la práctica del "lobbying", mientras esperan la ocasión de volver a la escena política.